# Griphapex scutellaris
Griphapex scutellaris là một loài bọ cánh cứng trong họ Cerambycidae.